# 毕以绂
毕以绂，清朝人，是一名清朝政治人物。
毕以绂曾于1833年接替姚储任崇明县知县一职，1833年由姚储接任。